# Williford
Williford est un village situé dans l’État américain de l'Arkansas, dans le comté de Sharp.